# Алессандро Россі (політик)
Алессандро Россі (італ. Alessandro Rossi; нар. 10 серпня 1967, Ріміні, Італія) — політичний та державний діяч Сан-Марино, двічі капітан-регент Сан-Марино. Із 1 квітня по 1 жовтня 2007 року та з 1 квітня до 1 жовтня 2024 року.

## Біографія
Народився в серпні 1967 року в Ріміні.
Після закінчення школи вступив до інженерного факультету Болонського університету і згодом закінчив його. Вперше він був обраний до парламенту Сан-Марино в 1998 році. У 2005 році був заступником керівника Партії демократів. Партія припинила своє існування, і члени партії перейшли в інші організації. Россі взяв участь у створенні партії Об'єднані ліві, яка потім влилася в Демократичну соціалістичну ліву і «Вільне Сан-Марино».
Навесні 2007 року вперше був обраний на півроку на посаду Капітана-регента Сан-Марино разом із Алессандро Манчіні. Вдруге він цей пост зайняв 1 квітня 2024 року. Обраний був на цю ж посаду через 17 років — в середині березня 2024 року, спільно з Міленою Гаспероні. 1 квітня Гаспероні і Россі вступили на пост Капітан-регентів Сан-Марино.